# Christian Ballhaus (Schauspieler)
Christian Ballhaus, auch Balhaus (* Mai 1944 in Spa, Belgien) ist ein deutscher Schauspieler.

## Leben
Christian Ballhaus, 1944 in Spa (Belgien) geboren, hatte bereits an seiner Potsdamer Schule in einer Theatergruppe mitgespielt. Da ihm eine Laufbahn als Konzertpianist wegen des vielen Übens nicht zusagte, bewarb er sich nach dem Abitur an der Staatlichen Schauspielschule Berlin und hatte seinen ersten Bühnenauftritt am Berliner Ensemble unter der Regie von Manfred Wekwerth und Joachim Tenschert. Er brach aber sein Studium ab, um in einem Braunkohletagebau als Hilfsarbeiter sein Geld zu verdienen.
Dann bekam er von seinem Vater Carl Ballhaus einen Ausbildungsvertrag am Landestheater Eisenach angeboten, wo dieser als Intendant beschäftigt war. Nach Abschluss seiner Ausbildung hatte Christian Ballhaus Engagements an den Theatern in Döbeln, Leipzig, Schwerin, Neustrelitz und Dresden. Nachdem er längere Zeit an den Landesbühnen Dresden-Radebeul und den Bühnen der Stadt Gera beschäftigt war, wurde er 1988 Dozent an der Theaterhochschule Leipzig und an der Hochschule für Film und Fernsehen der DDR Konrad Wolf in Babelsberg.
Ab 1991 widmete er sich wieder verstärkt der Tätigkeit als Schauspieler und war u. a.  in Parchim, Wittenberg, Halle (Saale) und in Aachen beschäftigt. 1997 ging er ans Theater in Trier und war von 2000 bis 2006 am Theater Regensburg engagiert. Einen großen Raum seiner Tätigkeiten nehmen die von ihm durchgeführten Lesungen ein.
Christian Ballhaus ist der Sohn des Schauspielers und Theaterleiters Carl Ballhaus und der Tänzerin Almut Dorowa, er ist der Neffe der Theatergründer Oskar Ballhaus und Lena Hutter und er ist der Cousin des Kameramanns Michael Ballhaus. Er hat eine Tochter, die wie ihre Mutter Tänzerin ist, und drei Enkel.

## Filmografie
- 1956: Das tapfere Schneiderlein
- 1979: Lachtauben weinen nicht
- 1981: Adel im Untergang (Fernsehfilm)
- 1983: Fariaho

## Theater
- 1973: Friedrich Wolf: Cyankali – Regie: Horst Rehberg/Hasso von Lenski (Friedrich-Wolf-Theater Neustrelitz)
- 1979: Bertolt Brecht: Die Ausnahme und die Regel (Kuli) – Regie: Wilfried Bismarck/Albrecht Goette  (Theater der jungen Generation Dresden)
- 1992: Uwe Johnson: Abitur in Güstrow (Schuldirektor Papst) – Regie:  (Mecklenburgisches Landestheater Parchim)
- 1996: Frank Wedekind: Frühlings Erwachen – Regie: Klaus Hemmerle (Thalia Theater Halle/Saale)
- 2009: Wilhelm Jacoby/Carl Laufs: Pension Schöller (Schöller) – Regie: Gerhard Alt (Bad Hersfelder Festspiele)
- 2010: Paul Hengge: Das Urteil (Rabinovicz) – Regie: Rolf Heiermann (Theater Schloss Maßbach)
- 2011: Nach einem Film von Andreas Dresen: Wolke 9 – Regie: Rüdiger Pape (Theater im Bauturm Köln)
- 2013: Georg Friedrich Händel: Jephta (Sprecher) – Regie: Lydia Steier (Winteroper Potsdam)

## Hörspiele
- 1967: Sewer Gansowski: Wir waren zwanzig (Leutnant) – Regie: Walter Niklaus (Hörspiel – Rundfunk der DDR)
- 1967: Klaus G. Zabel: Die Frösche von Quang Nam – Regie: Uwe Haacke (Kinderhörspiel – Rundfunk der DDR)
- 1968: Bernd Schirmer: Dienstfahrt (Unteroffizier Kreisler) – Regie: Günter Bormann (Kinderhörspiel – Rundfunk der DDR)
- 1968: Pjotr Werschigora: Im Gespensterwald (Petja) – Regie: Walter Niklaus (Hörspiel. Teil 10 – Rundfunk der DDR)

## Auszeichnungen
- 1986: Kunstpreis der DDR im Kollektiv für den Fernsehfilm Ernst Thälmann